# 徐旭 (洪武進士)
徐旭（1355年—1406年），字孟昭，一字孟德，江西乐平县人，明朝政治人物。

## 生平
徐旭于洪武十八年（1385年）考中二甲第三十五名进士。授河南道监察御史，改礼科给事中，因忤旨降涿州訓導，進鳳陽教諭，擢安王府紀善，薦升知州，又入直史館，出為吏部考功司員外郎。
永乐帝即位，参修《太祖高皇帝实录》，升国子监祭酒。坐事改云南布政司参议，未行，帝以旭有文学，改翰林院修撰，命考礼部会试。暴病卒于试院。其为人方正刚直、清正谨慎。存有文集。